# 大機器唱片
大機器唱片（英語：Big Machine Records），是一家獨立唱片公司，總部位於美國田納西州纳什维尔，其旗下藝人大多為鄉村歌手和流行歌手。大機器唱片於2005年9月由前夢工廠唱片（DreamWorks Records）執行總監斯科特·波切塔為美國創作歌手泰勒絲而創辦的。 隨後成為波切塔與鄉村歌手托比·基思的合資企業。 截至2014年11月，公司旗下共有88名員工。

## 外部連結
- 大機器唱片（页面存档备份，存于）
- 大機器唱片 - 員工列表